# Variação (música)
Variação em música, é uma técnica formal em que o material é alterado durante várias repetições/reiterações com mudanças. As mudanças podem ser harmônicas, melódicas, contrapontísticas, rítmicas e de timbre ou orquestração. As seções de variação depende de um tipo de apresentação do material enquanto que as seções de desenvolvimento utilizam várias apresentações diferentes e combinações do material.
Uma variação, também pode ser qualquer modificação feita sobre um tema apresentado. Neste sentido é chamada de desenvolvimento musical. Desta forma, pode-se dizer que qualquer forma musical que não seja seccionada é baseada em variações de um ou mais temas. É a base para formas de composição musical como o ostinato, a forma-sonata, a fuga, a chacona, a passacaglia e tema com  variações.
Tema com variações é uma forma musical na qual a ideia musical fundamental ou tema, é repetida de forma alterada ou acompanhada de maneira diferente. Pode ser uma peça solo ou o movimento de uma peça maior. As passacaglias e as chaconnes são formas em que uma linha de baixo repetida, ou ostinato, é ouvida através de toda a peça. A variação fantasia é uma forma que se baseia na variação mas que repete e incorpora livremente material.

## História das variações
Obras com tema e variações têm sido escritas por toda a história da música clássica. Uma forma favorita de variações na música renascentista eram as divisões, um tipo de variação no qual a batida rítmica é sucessivamente dividida em intervalos cada vez mais rápidos.  O princípio básico de começar com variações simples e se mover em direção a variações cada vez mais elaboradas esteve sempre presente na história da forma variação, uma vez que permite a definição de uma forma ao conjunto de variações, ao invés de deixá-lo seguir numa seqüência arbitrária.
Dois famosos conjuntos do período barroco, ambos compostos para o cravo, são o O Ferreiro Harmonioso de Georg Friedrich Händel e as Variações Goldberg de Johann Sebastian Bach que junto com as últimas variações compostas por Beethoven representam o ponto mais alto a que chegou a forma.
No classicismo Wolfgang Amadeus Mozart escreveu um grande número de variações tais como o primeiro movimento de sua Sonata Para Piano em Lá Maior, K 331, ou o final de seu Quinteto Para Clarinete. Mozart adotou um padrão particular nas suas variações: a penúltima variação é em tempo lento, freqüentemente atuando como uma espécie de movimento lento extra numa obra com vários movimentos; e a última variação é rápida, num estilo de bravura. Joseph Haydn se especializou em conjuntos de variações duplas nas quais dois temas relacionados, um em tom maior e outro em tom menor são apresentados e variam alternadamente; um exemplo é o movimento lento da Sinfonia Nº103, O Rufar dos Tambores. 
Ludwig van Beethoven escreveu muitos conjuntos de variações durante sua carreira. Algumas formaram conjuntos independentes, dos quais as consideradas mais substanciais são as variações "Diabelli", Op. 120. Outras são movimentos, ou partes de movimentos, em obras maiores tais como o primeiro movimento da Sonata para Piano nº 12, Op.26 ou as variações no movimento final da Sinfonia nº 3. Conjuntos de variações freqüentemente considerados pelos ouvintes como estando entre as suas mais profundas consecuções, aparecem em várias de suas obras finais, como o movimento lento do Quarteto de Cordas nº 12, Op.127, o segundo movimento de sua última sonata para piano, a Sonata nº 32, Op. 111 e o movimento lento da Nona Sinfonia.
Franz Schubert escreveu cinco conjuntos de variações utilizando seus próprios lieder como temas.  Um dos destaques é o movimento lento do quarteto de cordas A morte e a Donzela (Der Tod und das Mädchen, D. 810), um intenso conjunto  de variações tendo como tema seu sombrio lied (D. 531) de mesmo nome. Do mesmo modo, o Quinteto para Piano em Lá de Schubert (The Trout, D.667) inclui variações sobre o tema do lied A Truta (Die Forelle, D. 550).
No período romântico a variação perdeu um pouco a importância, mas muitos compositores, mesmo assim, criaram conjuntos de variações. Um destaque foi Johannes Brahms, cujas tendências para o classicismo naturalmente o inclinaram a escrever variações. Algumas dos conjuntos de variações de Brahms foram criados sobre temas de compositores antigos, por exemplo as Variações Sobre Um Tema de Joseph Haydn, para orquestra, sobre um tema que, na época de Brahms, se pensava ser de Haydn e as variações para piano sobre um tema de Haendel. A Variações Enigma (1899), de Edward Elgar, é provavelmente uma das  peças integrais mais conhecidas do período. Chopin  compôs um conjunto de variações para piano e orquestra sobre o tema da ária La ci daren la mano da ópera D. Giovanni de Mozart.
Conjuntos de variações também foram compostos pelos compositores do século XX incluindo Arnold Schoenberg (as  Variações para Orquestra), Alban Berg, (Ato 1, Cena 4 e o início do Ato 3 cena 1 de Wozzeck), Anton Webern, (as Variações Opus 27 e as Variações Opus 30, para orquestra), Paul Hindemith, Benjamin Britten (incluindo o Guia da Orquestra Para Jovens (Variações e Fuga sobre um Tema de Purcell) e as Variações Sobre um Tema de Frank Bridge´´), e Sergei Rachmaninoff (Rapsódia Sobre um Tema de Paganini).
Na década de 1920 Ígor Stravinsky compôs um octeto, parte do qual contém um exemplo de um tema para flauta e várias variações sobre esse tema (o título da peça citada é "Tema con Variazioni").

## Variações improvisadas
Músicos experimentados que conhecem um tema podem facilmente improvisar variações sobre ele. Este era um lugar comum na era barroca quando a ária da capo, principalmente quando em movimento lento, exigia que o intérprete fosse capaz de improvisar uma variação do tema durante o retorno ao material principal.
Músicos do classicismo também podiam improvisar variações. Um trabalho menor de Beethoven, a Fantasia em Sol menor, Op. 77 é quase certamente uma transcrição para a pauta de uma apresentação improvisada, em cujo centro há uma série de variações sobre um tema curto. O grande número e a característica de forma, até certo ponto, imutável dos conjuntos independentes de variações para piano compostos por Mozart, sugerem que estes também foram escritos durante improvisações ou, pelo menos, foram compostos com pressa.
A improvisação de variações elaboradas sobre um tema popular é um dos gêneros centrais do jazz.

## Exemplos atuais
- Exemplo de uma variação, como mostrado no en:MidiNotate Composer Fórum do Usuário.